# Diego Fuser
Diego Fuser (Venaria Reale, 1968. november 11. –) olasz válogatott labdarúgó.

## Pályafutása

### Klubcsapatban
Pályafutását a  Torino csapatában kezdte 1986-ban. 49 mérkőzésen lépett pályára, mielőtt 1989-ben a Milanhoz távozott. Az itt eltöltött (1989–92) időszak alatt megnyerte az olasz bajnokságot (1992), az 1988–89-es bajnokcsapatok Európa-kupáját, az 1989-es UEFA-szuperkupát és az interkontinentális kupát (1989) is. Az 1990–91-es szezonban a Fiorentinanal szerepelt kölcsönben.
1992-ben a Lazio igazolta le és pályafutásának leghosszabb időszakát itt töltötte el. Hat idény alatt 188 mérkőzésen lépett pályára és 35 gólt szerzett. Csapatával 1998-ban megnyerte az olasz kupát és bejutott az UEFA-kupa döntőjébe, ahol azonban 3–0-s vereséget szenvedtek az Internazionale ellen. 1998-ban a Parmahoz került. Első idénye végén elhódították az olasz kupa, az olasz szuperkupa az UEFA-kupa serlegét is. Az 1999-es UEFA döntőjében csapatkapitányként vezette a Parmat 3–0-s győzelemre az Olympique Marseille ellen.
2001 nyarán az AS Roma szerződtette, de két idény alatt mindössze 15 mérkőzésen játszott, így továbbállt és visszatért első csapatához a Torinohoz., amely ekkor a Serie B-ben szerepelt. Ezt követően már csak alacsonyabb osztályú, kisebb csapatokban játszott.

### A válogatottban
1993 és 2000 között 25 alkalommal szerepelt az olasz válogatottban és 3 gólt szerzett. Részt vett az 1996-os Európa-bajnokságon.

## Sikerei, díjai
Milan
- Olasz bajnok (1): 1991–92
- Bajnokcsapatok Európa-kupája (1): 1989–90
- UEFA-szuperkupa (1): 1989
- Interkontinentális kupa (1): 1989

Lazio
- Olasz kupa (1): 1997–98
- UEFA-kupa döntős (1): 1997–98

Parma
- Olasz kupa (1): 1998–99
- UEFA-kupa (1): 1998–99
- Olasz szuperkupa (1): 1999

Roma
- Olasz szuperkupa (1): 2001
- Olasz kupa döntős (1): 2002–03

## Külső hivatkozások
- Diego Fuser adatlapja a National-Football-Teams.com oldalon (angolul)

- Diego Fuser (angol nyelven). FootballDatabase.eu
- Diego Fuser (angol nyelven). eu-football.info
- Diego Fuser (olasz nyelven). figc.it, FIGC. [2018. február 19-i dátummal az eredetiből archiválva]. (Hozzáférés: 2018. február 19.)